# Taxi 5
 (octobre 2023).
Série Taxi
Taxi 4
(2007)
Pour plus de détails, voir Fiche technique et Distribution.
Taxi 5 : La Relève ou Taxi : Il était temps de passer la 5ème ! est un film français réalisé par Franck Gastambide et sorti en 2018.
Cinquième opus sous forme de Soft Reboot de la franchise Taxi, il s'agit du premier à ne pas mettre en scène Samy Naceri, Frédéric Diefenthal ni Emma Sjöberg, interprètes des personnages principaux dans les quatre premiers films. Deux autres acteurs, Malik Bentalha et Franck Gastambide, sont têtes d'affiche de ce buddy movie. La distribution intègre toujours Bernard Farcy et Édouard Montoute, présents dans les quatre premiers volets.
Le film suit Sylvain Marot, policier parisien efficace et pilote d'exception, sanctionné pour avoir couché avec la femme du préfet : ce dernier le fait muter dans une brigade de police municipale de Marseille alors qu'il rêvait d'intégrer le RAID. Arrivé dans la cité phocéenne, le maire Gibert, ancien commissaire, le met à la tête de la brigade dans le but de stopper un gang d'Italiens braqueurs de bijouteries, roulant en voitures de sport. À la vue des véhicules de services peu adaptés aux poursuites à grande vitesse, la tâche paraît insurmontable pour stopper les criminels, jusqu'à ce que Sylvain entende parler par son collègue Alain d'un taxi blanc hors normes ayant déjà fait ses preuves à quatre reprises pour le compte de la police. Il découvre que le taxi appartient désormais à Eddy Maklouf, un chauffeur VTC calamiteux, à qui il propose un marché : en échange de l'utilisation du taxi pour pourchasser les braqueurs, il passe l'éponge sur toutes ses infractions.

## Synopsis
Sylvain Marot, pilote chevronné, est un policier parisien de premier ordre. Après un interrogatoire rondement mené au sein même de son véhicule, son supérieur lui apprend qu'il est muté au sein de la police municipale de Marseille, à son grand désespoir, lui qui espérait intégrer le RAID. Ce sont des représailles pour avoir eu une liaison avec l'épouse du préfet.
Alain Trésor, idiot logorrhéique en poste depuis plus de 20 ans à la brigade criminelle de Marseille et maintenant à la tête de la police municipale, lui présente l'équipe de bras cassés en place : Ménard, un grand dadais adepte des farces et attrapes, Michel, un Nain maghrébin converti au christianisme, Régis, un obsessionnel légèrement dérangé, et Sandrine, une policière obèse et nymphomane. Lors d'un contrôle de routine, Sylvain est renversé par un chauffeur VTC calamiteux en Renault Laguna. Il tente de le poursuivre à travers les rues de Marseille, mais le passager du chauffeur VTC vomit sur le pare-brise de la voiture de police qui plonge dans le Vieux-Port. Casse-cou peu au fait des mœurs marseillaises, Sylvain est pris à partie par deux agents de la police nationale, qui connaissent ses origines parisiennes et lui conseillent de ne pas faire de vagues.
Gibert, ancien commissaire devenu maire de Marseille, doit faire face au gang des Italiens : mené par un ancien pilote de rallye nommé Toni Dog, cette bande de braqueurs pille des bijouteries en opérant en supercars afin de s'échapper rapidement. Craignant que le gang ne s'en prenne à une future exposition de diamants au MuCEM, il nomme Sylvain chef de l'« opération Mafia ». Ce dernier réalise que les véhicules de la police municipale ne sont pas assez puissants pour poursuivre les criminels. Alain lui parle alors du tandem formé par Daniel et Émilien, qui a réussi à arrêter quatre gangs (le gang des Mercedes, les Yakuzas, les Pères Noël et les Belges) grâce au taxi survitaminé du premier, basé sur une Peugeot 406 puis une 407. Sylvain souhaite les rencontrer pour recevoir leur aide, mais Alain lui explique que Daniel vit maintenant à Miami, et qu'Émilien a quitté la police. Alain pense néanmoins que Sylvain et lui peuvent retrouver le taxi par le biais du neveu de Daniel, un certain Eddy Maklouf, et s'en servir pour arrêter le gang des Italiens. En le raccompagnant, Alain se fait renverser par une fourgonnette et se retrouve à l'hôpital, emplâtré du cou aux pieds. Bien décidé à récupérer le taxi pour arrêter les criminels, Sylvain découvre qu'Eddy Maklouf est le chauffeur qui l'a renversé lors de son contrôle de routine. Il lui propose alors un marché : s'il retrouve le taxi, il passe l'éponge sur toutes ses infractions. Eddy obtient en échange le droit de faire équipe avec la police. Ce rôle valorisant lui permettrait de reconquérir son amoureuse, qui l'a quitté après un strip-tease désastreux : Eddy avait accidentellement jeté son pantalon sur des bougies allumées, puis détruit un chandelier et une statue en marbre en essayant d'éteindre le feu, entraînant un début d'incendie dans son château familial.
La Peugeot 407 est rapatriée du Maroc par bateau dans un container. Eddy l'avait envoyée là-bas en raison de son kilométrage très élevé (plus de 200 000 kilomètres au compteur). En quittant le port, Eddy ne possédant pas son permis de conduire pour une boîte manuelle, Sylvain le remplace au volant.
Au même moment, la ministre de l'écologie est en visite à Marseille, et le gang des Italiens prend d'assaut une bijouterie. La police municipale échoue à les arrêter et provoque un carambolage où se trouvent au même moment la ministre et Gilbert dans leurs voitures respectives. Sylvain et Eddy se retrouvent seuls à poursuivre les braqueurs. Manquant de puissance face à la Ferrari utilisée par ces derniers, Sylvain parvient à la rejoindre grâce aux collègues d'Eddy qui lui indiquent des raccourcis à suivre, mais il est finalement semé sur un passage de tramway. Sylvain demande à Eddy d'infiltrer le milieu italien pour recueillir des informations sur les gangsters et de redonner de la puissance au taxi. Eddy l'emmène chez Rachid, gérant d'une pizzeria servant de couverture à un casino clandestin ainsi qu'à un trafic d'armes et de drogue. Eddy l'emmène aussi chez sa sœur, Samia, mécanicienne, qu'il charge de réviser la 407. Sylvain est attiré par la jeune femme mais ne parvient pas à la séduire.
Apprenant que les Italiens s'entraînent sur un circuit à proximité de Marseille, Sylvain s'y rend avec Eddy. Il attire leur attention et parvient, grâce à son pilotage et à la connaissance du véhicule apportée par Samia, à obtenir une invitation pour une soirée privée. Il infiltre cette soirée avec l'équipe de la police municipale, mais Eddy s'est également invité à la soirée. Seuls Sylvain et Eddy sont en service, les autres sont distraits, Sandrine au buffet et Michel sur scène en train de séduire une fille. Ils découvrent que le gang a pour cible le plus gros diamant du monde, qui sera exposé au MuCEM et apporté par hélicoptère. Ils apprennent aussi que les deux agents de la police nationale ayant des griefs contre Sylvain sont de mèche avec le gang. Eddy se fait repérer et le duo est capturé. Ils parviennent cependant à s'échapper avec l'aide de la police municipale.
Le jour de l'arrivée du diamant, le gang des Italiens utilise un drone militaire armé de missiles pour détourner l'hélicoptère, afin d'amener le diamant sur un yacht dans les calanques. Sylvain et Eddy le poursuivent mais sont également pris en chasse par les agents corrompus et par Toni Dog, roulant dans une Lamborghini Aventador. Si les corrompus sont arrêtés par la police municipale (Sandrine s'étant jetée sur le capot de leur voiture pour les neutraliser), le taxi a du mal à semer le gang sur l'autoroute ou sur les routes escarpées des calanques. Sylvain appelle alors Samia, qui lui révèle l'emplacement d'un bouton permettant au taxi d'injecter du protoxyde d'azote. En apercevant le yacht ancré dans la calanque, Sylvain se jette d'une falaise en utilisant le boost de puissance. La 407 étant équipée d'ailes, comme l'ancienne 406, elle parvient à planer pour s'écraser sur le yacht. La Lamborghini reste en équilibre dangereux au bord du précipice, et ne peut s'échapper. Le diamant est récupéré, les Italiens arrêtés, mais la Peugeot 407 est bonne pour la casse. Eddy est sous le choc : comment annoncer la nouvelle à sa sœur et surtout à son oncle du Maroc qui lui a prêté la voiture ? Sylvain se sent coupable de l'avoir détruite, et décide d'annoncer lui-même la mauvaise nouvelle à Samia.
Il réquisitionne alors l'Aventador et vient annoncer à Samia la nouvelle à propos du taxi. Cette dernière est au courant grâce au journal télévisé. Elle ne le lui reproche pas, et accepte finalement de sortir avec lui. Eddy parvient à reconquérir son ex-copine, tandis que les agents de la police municipale ont également trouvé l'amour.
Alain, toujours emplâtré dans son lit à l'hôpital, regarde le journal télévisé et ne peut s'empêcher de pleurer, ému et triste de la destruction du taxi, dernier souvenir de son ami Daniel. Après la remise de récompenses à chacun des membres de la brigade, une dernière course s'engage jusqu'à l'aéroport entre la Lamborghini, avec Sylvain et Eddy à son bord, et un nouveau taxi blanc (une Mercedes-Benz Classe C) conduit par Samia.

## Fiche technique
Sauf indication contraire, les informations mentionnées dans cette section peuvent être confirmées par la base de données cinématographiques IMDb,  présente dans la section « Liens externes ».
- Titre original : Taxi 5 : La Relève
- Titre alternatif : Taxi : Il était temps de passer la 5ème !
- Titre International : Taxi 5 : The Next Generation / Taxi 5 : General Alert !
- Réalisation : Franck Gastambide
- Scénario : Franck Gastambide, Stéphane Kazandjian et Luc Besson, avec la collaboration de Malik Bentalha
- Musique : DJ Kore et Charlie Nguyen Kim
- Direction artistique : John Wax
- Décors : Samuel Teisseire
- Costumes : Claire Lacaze
- Photographie : Vincent Richard
- Son : François Maurel, Alexandre Hernandez, Didier Lozahic, Ferdinand Bouchara, Matthieu Dallaporta
- Montage : Julien Rey
- Production : Luc Besson
  - Production exécutive : Fanny Besson
  - Production déléguée : Frantz Richard
- Sociétés de production[1] : EuropaCorp, en coproduction avec ARP Sélection, TF1 Films Production et T5 Production, avec la participation de Canal+, OCS, TF1, TMC et Lions Production & Service
- Sociétés de distribution : ARP Sélection (France) ; Belga Films (Belgique) ; MK2 Mile End (Québec) ; Monopole-Pathé (Suisse romande)
- Budget : 20 390 000 €[2]
- Pays de production :  France
- Langues originales : français, italien
- Format[3] : couleur - DCP Digital Cinema Package - 2,35:1 (Cinémascope) - son Dolby Atmos
- Genre : action, comédie, policier
- Durée : 102 minutes
- Dates de sortie[4] :
  - France : 7 avril 2018 (à Marseille)[5] ; 11 avril 2018 (sortie nationale)
  - Belgique : 7 avril 2018[6]
  - Suisse romande : 11 avril 2018[7]
  - Québec : 2 novembre 2018[8]
- Classification[9] :
  - France : tous publics[10]
  - Belgique : tous publics (Alle Leeftijden)[6]
  - Suisse romande : interdit aux moins de 12 ans[11]
  - Québec : tous publics (G - General Rating)[8]

## Distribution
- Franck Gastambide : Sylvain Marot
- Malik Bentalha : Eddy Maklouf
- Bernard Farcy : Gérard Gibert
- Salvatore Esposito : Antonio Di Biase, dit « Toni Dog », chef du gang des Italiens
- Édouard Montoute : Alain Trésor
- Sabrina Ouazani : Samia Maklouf, la sœur d'Eddy
- Anouar Toubali : Michel Petrucciani, un policier municipal
- Monsieur Poulpe : Ménard, un policier municipal
- Sissi Duparc : Sandrine Brossard, une policière municipale
- Moussa Maaskri : Lopez, un policier ripoux
- Éric Fraticelli : Paoli, un policier ripoux
- Ramzy Bedia : Rachid, dit « Ricardo »
- Soprano : Baba, chauffeur VTC et meilleur ami d'Eddy
- Sand Van Roy : Sandy, la copine d'Eddy
- David Salles : le suspect interpellé par Sylvain
- Élise Larnicol : la ministre de l'Écologie
- Romain Lancry : Loïk Bichon, l'adjoint du maire
- François Levantal : le commissaire Morzini, le chef de la police de Paris
- Lionel Laget : Régis, un policier municipal
- Bengous : le passager d'Eddy
- Fabrizio Nevola : Rocco Di Biase, cousin et bras droit de Toni Dog
- Fatsah Bouyahmed : Hamid, l'oncle de Eddy et Samia, propriétaire du Taxi
- Grégory Fromentin : le pilote de l'hélicoptère
- René Malleville : René, le patron du bar
- Arriles Amrani : Wari, un ami d'Eddy
- Redouane Bougheraba : un braqueur de voiture
- Ichem Bougheraba : un braqueur de voiture
- Les Déguns : eux-mêmes (chauffeurs VTC)
- Charlotte Gabris : la présentatrice du journal télévisé
- Cut Killer : lui-même
- Jean-Pascal Zadi : le cultivateur de cannabis clandestin

## Production

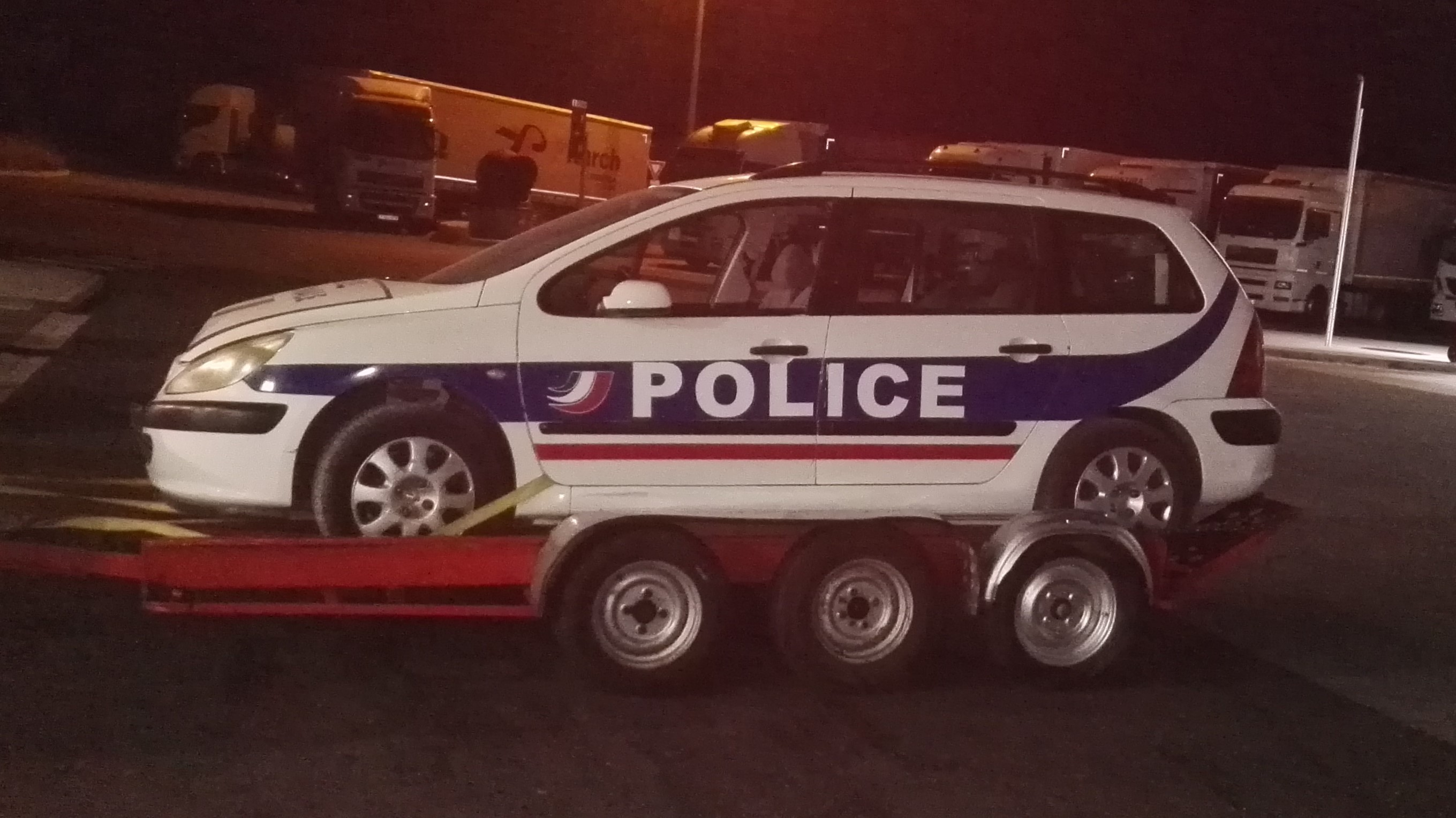
Une Peugeot 307 break utilisée pour le tournage.

### Développement
Le 29 septembre 2016, EuropaCorp annonce un cinquième film de la saga Taxi, presque dix ans après la sortie du dernier. Sa sortie est prévue pour le 31 janvier 2018. Franck Gastambide et Malik Bentalha sont les protagonistes, tandis que le scénario s'oriente vers la « continuité du précédent film », selon Gastambide (même si finalement, le film ressemble plus à un Soft Reboot de la saga). Le même jour, un teaser est diffusé lors de l'édition annuelle de la fédération nationale des cinémas français. Afin de pouvoir lancer ce nouveau film, Gastambide et Bentalha sont reçus par Luc Besson lors du tournage de Valérian et la Cité des mille planètes. Le 10 janvier 2017, il est annoncé que Gastambide sera également à la réalisation
À l'origine, le film devait s'intituler Taxi - la relève ou Taxi - il était temps de passer la 5ème. Franck Gastambide a eu de longs débats avec Luc Besson à ce sujet. Ce dernier souhaitait que le titre soit Taxi - la relève, Gastambide voulait assumer que ce soit une suite en précisant Taxi 5. « On a décidé de faire un mix des deux. Le film s'appelle donc Taxi 5 - la relève. ».

### Attribution des rôles
En mai 2017, Édouard Montoute, présent dans les quatre premiers volets, intègre la distribution. Il est rejoint par Moussa Maaskri, connu pour avoir joué dans le film La French sorti en 2014, dans le rôle d'un policier ripoux. En août 2017, des photographies révèlent la présence de Bernard Farcy, l'interprète du commissaire Gibert dans les films précédents de la saga Taxi. Il devient dans ce volet le maire de Marseille. Franck Gastambide confirme ensuite l'arrivée de Ramzy Bedia au sein de la distribution du film, ainsi que celle de Monsieur Poulpe.
Le 9 janvier 2018, Franck Gastambide révèle la présence de l'acteur Salvatore Esposito dans le rôle de l'antagoniste principal alors qu'il était interviewé sur le plateau de l'émission Quotidien. Deux ans après Pattaya, Sabrina Ouazani retrouve Franck Gastambide, Malik Bentalha, Ramzy Bedia et Anouar Toubali. Le chanteur Soprano rejoint aussi le casting du film.
La production et Luc Besson voulait une nouvelle génération pour ce nouvel opus, avec un nouveau duo Franck Gastambide et Malik Bentalha ; ils voulaient offrir des rôles secondaires à Samy Naceri et à Frédéric Diefenthal, les protagonistes des quatre premiers films. D'après Franck Gastambide, Samy Naceri a refusé l'offre. Sur une interview-vidéo pour Télé-Loisirs, à la question : s'il avait été contacté pour reprendre le rôle de Daniel, Samy Naceri a déclaré : « Je n'appelle pas ça une approche, moi. Quand on fait une approche, on invite à prendre un café, on fait lire un scénario. J'ai fait les quatre premiers Taxi, je pense que je mérite un petit peu plus de respect. Ils ont dit sur les réseaux sociaux que j'allais faire l'oncle de Bentalha, je ne sais même pas, je n'ai rien lu. Je ne suis au courant de rien ».
Frédéric Diefenthal a lui aussi refusé de participer au film, déclarant qu'« Émilien sans Daniel, ça n'avait plus de sens », et affirmant également vouloir se libérer de ce rôle qu'il estime trop coller à sa carrière.

### Tournage

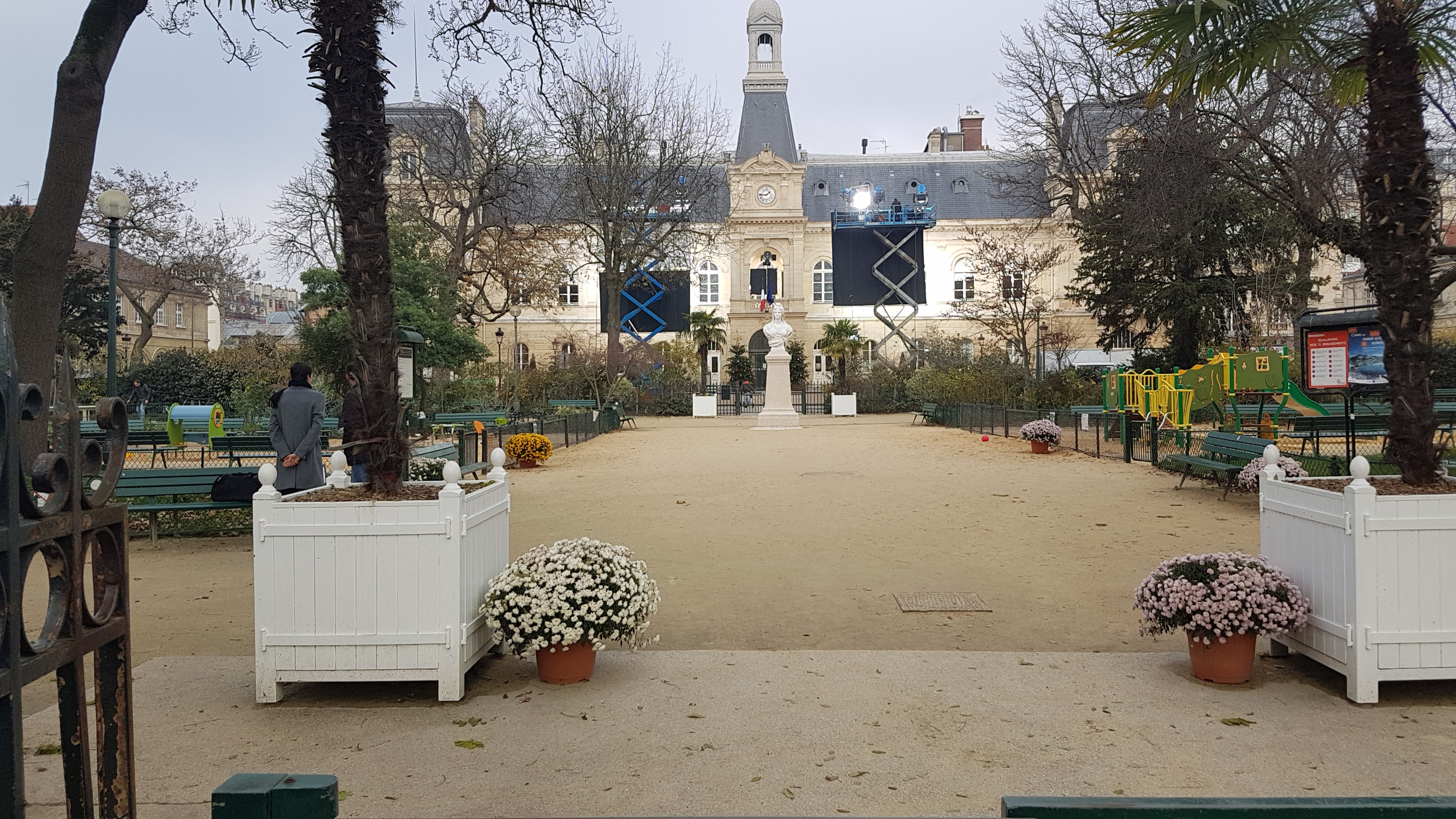
Prise de vue extérieure de la mairie avec les éclairages pour donner l'illusion que la scène est en été à Marseille le 2 décembre 2017.

Le tournage a débuté le 25 juillet 2017 à Paris. Il est ensuite à Marseille et dans la région Provence-Alpes-Côte d'Azur. Il a duré treize semaines.
Une scène additionnelle a été tournée dans la mairie du 14e arrondissement de Paris, dans la salle de réception, le 2 décembre 2017.

## Bande originale
Bandes originales Taxi
Taxi 4
(2007)
La bande originale du film est entièrement réalisée par Kore.
Le film comporte également des instrumentaux des précédent opus.
L'album est certifié disque d'or par la SNEP. Il devient disque de platine le 29 août 2018.
Sept vidéoclips ont été réalisés afin de promouvoir le film : 
- Va Bene – L'Algérino (réalisé par Nicolas Noel) : 23 mars 2018
- Boîte auto – Ninho (réalisé par Cédrick Cayla) : 4 avril 2018
- S Line – MMZ (réalisé par FanatikProd) : 8 avril 2018
- Du temps – Vegedream (réalisé par Chris Macari) : 9 mai 2018
- Santana – Alonzo (réalisé par Stick) : 15 mai 2018
- California Girl – Zola (réalisé par Neeno) : 25 mai 2018
- 9 milli – Kofs & Sadek (réalisé par Comm) : 1er juin 2018

Le clip S Line, interprété par MMZ, a été supprimé de la plateforme YouTube le 12 juin 2018 à cause d'Audi, la marque automobile ne souhaitant pas voir leur image associé à un clip de rap. Il a depuis été depuis remis en ligne officiellement sur la chaîne du groupe.
Liste des titres
| No  | Titre               | Artiste           | Durée |
| --- | ------------------- | ----------------- | ----- |
| 1.  | Va Bene             | L'Algérino        | 3:18  |
| 2.  | Boîte auto          | Ninho             | 3:19  |
| 3.  | Attache ta ceinture | Lartiste, Naza    | 3:02  |
| 4.  | Cash                | Hamza             | 3:28  |
| 5.  | Santana             | Alonzo            | 3:50  |
| 6.  | Du temps            | Vegedream         | 2:52  |
| 7.  | Calma               | Marwa Loud        | 2:28  |
| 8.  | Le couz             | Naps              | 3:37  |
| 9.  | À 2000              | Soprano, Kooseyl  | 2:58  |
| 10. | S Line              | MMZ               | 3:23  |
| 11. | 9 milli             | Kofs, Sadek       | 3:22  |
| 12. | California Girl     | Zola              | 3:06  |
| 13. | Tokarêve            | Maes              | 2:31  |
| 14. | Lambo               | Mister V, PLK     | 3:29  |
| 15. | All Eyes on Me      | Sam's, S.Pri Noir | 3:30  |
| 16. | Gamos               | Kazmi             | 3:08  |

### Titres certifiés en France
- Va Bene (L'Algérino)  Diamant[30]
- Santana (Alonzo)  Diamant[31]
- California Girl (Zola)  Platine[32]
- Boîte auto (Ninho)  Or[33]

### Certifications et ventes
| Région        | Certification | Ventes/Streams |
| ------------- | ------------- | -------------- |
| France (SNEP) | Platine       | 100 000        |

## Accueil

### Sortie
Le 19 mai 2017, il est annoncé que le film sortira finalement le 7 avril 2018 à Marseille puis le 11 avril pour la sortie nationale. La date marque les vingt ans du premier film de la série, sorti le 8 avril 1998. Le premier teaser a été diffusé le 28 janvier 2018. L'affiche officielle du film sort le vendredi 9 mars 2018, elle représente deux Ferrari rouges en train de foncer vers les protagonistes du film : Sylvain Marot (Franck Gastambide), Eddy Maklouf (Malik Bentalha), un policier nain (Anouar Toubali) et enfin Gérard Gibert (Bernard Farcy) faisant le signe de mains du rappeur JUL. La bande-annonce est dévoilée le jeudi 15 mars 2018.

### Accueil critique
Pour Guillaume Loison de L'Obs, la suite « reste tristement fidèle aux films des origines » avec une « action bâclée ». Le critique note que « ce cinquième opus [file] sur les mêmes rails beaufisants des épisodes précédents ». Bastien Hauguel dans Le Point estime que ce nanar indigeste « réussit à faire pire que les deux derniers volets », avec des « gags décérébrés », un « scénario simpliste », une « ribambelle de personnages clichés, des courses-poursuites incompréhensibles, et des plaisanteries pipi-caca ». Pour Didier Péron de Libération, « la sortie de Taxi 5 dans une combinaison de 800 salles en France » vise à renflouer la société de Luc Besson EuropaCorp, plombée par l’échec commercial de Valérian. Le résultat « est un cocktail bizarre de navet franchouille filmé n’importe comment, une signature de la plupart des sous-produits Besson débraillés, et une tentative de mettre en boîte un truc un peu sexy, fun et rutilant ». Le critique de cinéma Jacques Mandelbaum du Monde estime que le film peine à convaincre. Il « semble moins écrit, les personnages moins attachants, l'intrigue est délaissée, les dialogues inégaux, l'action sans éclat. Le tandem principal manque de jus, avec un Franck Gastambide qui prend le volant sans retrouver le feu et la dinguerie du conducteur originel, et un Malik Bentalha qui paie son écot comique (rendant grâce à Elie Semoun) sans trouver la profondeur d'un caractère ».
Après avoir vu le film, Luc Besson, scénariste et producteur de la saga, considère Franck Gastambide comme « un digne héritier de Taxi. Bravo, c'est très bien ».

### Box-office
| Pays ou région | Box-office        | Date d'arrêt du box-office | Nombre de semaines |
| -------------- | ----------------- | -------------------------- | ------------------ |
| France         | 3 653 933 entrées | 4 juillet 2018             | 13                 |

## Distinctions
En 2019, Taxi 5 a été sélectionné 3 fois dans diverses catégories et a remporté 1 récompense.

### Récompenses
- Taurus - Prix mondiaux des cascades 2019 : 
  - Prix Taurus de la meilleure action dans un film étranger pour Laurent Demianoff et David Julienne.

### Nominations
- Prix internationaux du film automobile (International Motor Film Awards) 2019 :
  - Meilleur film dramatique pour Franck Gastambide et EuropaCorp,
  - Meilleures cascades pour Laurent Demianoff et David Julienne.

## Voitures utilisées dans le film
- Peugeot 407
- Ferrari 458[42] (véhicule des Italiens).
- Lamborghini Aventador[43] (second véhicule des Italiens, saisi par Sylvain).
- Mercedes-Benz Classe C63 AMG (W205) (taxi de Samia Maklouf).
- Hummer H2[44] (véhicule de Gérard Gibert, le maire de Marseille).
- Citroën C6 (véhicule de la ministre).
- Peugeot 607 (véhicule d'escorte de la ministre).
- Citroën DS5 (véhicule d'escorte du préfet).
- Dacia Logan MCV (police municipale).
- Suzuki Ignis (police municipale).
- Citroën AX (police municipale).
- Peugeot 306 (police municipale).
- Renault Megane Scénic (police municipale).
- Peugeot 307 SW (police nationale).
- Renault Laguna II break (véhicule volé par les flics ripoux).
- Renault Laguna III (véhicule d'Eddy).
- Renault Mégane III (véhicule des flics ripoux).
- Ford Mondéo IV (véhicule de Baba).
- Ferrari California T (visible sur le circuit marseillais et sur les photos de l'enquête).
- Ferrari F40 (visible sur le circuit marseillais en arrière-plan).
- Volkswagen Golf VII GTD (avec Redouane Bougheraba au volant)

## Analyse